# In a Moment Like This
Az In a Moment Like This (magyarul: Egy ilyen pillanatban) egy popdal, mely Dániát képviselte a 2010-es Eurovíziós Dalfesztiválon. A dalt a dán Christina Chanée és Tomas N'evergreen adta elő angol nyelven.
A dal a 2010. február 6-án rendezett dán nemzeti döntőn nyerte el az indulás jogát. A győztest három körben választották ki. Az első körben négyre szűkítették le a tízfős mezőnyt, majd a továbbjutott négy dal párokban küzdött meg egymással. A két győztes közül választották ki a versenydalt a végső szavazáson. A döntő után a dal második helyezést ért el a dán slágerlistán.
A dal szerzői már korábban is résztvevői voltak a dalversenynek. A svéd Thomas G:son és Henrik Sethsson írta a 2001-es svéd dalt, ezenkívül G:son jegyzi még a 2006-os svéd, a 2007-es norvég és a 2007-es spanyol dalt is. A duett egyik tagja, N'evergreen egy évvel korábban az orosz nemzeti döntő résztvevője volt.
Az Eurovíziós Dalfesztiválon a dalt először a május 27-én tartott második elődöntőben adták elő, a fellépési sorrendben negyedikként az izraeli Harel Skaat Milim című dala után, és a svájci Michael von der Heide Il pleut de l’or című dala előtt. Az elődöntőben 101 ponttal az ötödik helyen végzett, így továbbjutott a döntőbe.
A május 29-én rendezett döntőben a dalt a fellépési sorrendben utolsóként, huszonötödikként adták elő, ismét az izraeli Harel Skaat Milim című dala után, valamint az eredetileg kettes sorszámmal előadott spanyol dal közben történt incidens miatt megismételt spanyol Daniel Diges Algo pequeñito (Something tiny) című dala előtt. A szavazás során 149 pontot kapott, öt országtól, Romániától, Írországtól, Szlovéniától, Izlandtól és Lengyelországtól begyűjtve a maximális 12 pontot. Ez a negyedik helyet érte a huszonöt fős mezőnyben, a 2001-ben elért második hely óta a legjobb eredményt elérve Dánia számára. Érdekesség, hogy akkor is utolsók voltak a fellépési sorrendben.
A következő induló az A Friend in London együttes New Tomorrow című dala volt a 2011-es Eurovíziós Dalfesztiválon.

## Slágerlistás helyezések
| Slágerlisták (2010) | Lh.* |
| ------------------- | ---- |
| Dánia               | 2    |
| Izland              | 21   |
| Norvégia            | 5    |
| Svédország          | 21   |
| Svájc               | 12   |

*Lh. = Legjobb helyezés.